# منتخب لاوس لكرة القدم
منتخب لاوس لكرة القدم، هو المنتخب الوطني لكرة القدم في لاوس، تأسس عام 1951. غاب عن المشاركات القارية لسنوات طويلة وشارك للمرة الأولى في تصفيات كأس العالم في كأس العالم 2002 لكنه لم يتأهل في التصفيات، وشارك للمرة الأولى في تصفيات كأس آسيا في بطولة 2000 لكنه لم يتأهل.

## سجلات مشاركات لاوس

### كأس العالم
| كأس العالم لكرة القدم | كأس العالم لكرة القدم | كأس العالم لكرة القدم | كأس العالم لكرة القدم | كأس العالم لكرة القدم | كأس العالم لكرة القدم | كأس العالم لكرة القدم | كأس العالم لكرة القدم |
| سنة                   | الجولة                | النقاط                | فوز                   | تعادل                 | خسارة                 | له                    | عليه                  |
| --------------------- | --------------------- | --------------------- | --------------------- | --------------------- | --------------------- | --------------------- | --------------------- |
| 1930 to 1998          | لم تشارك              | -                     | -                     | -                     | -                     | -                     | -                     |
| 2002                  | لم تتأهل              | -                     | -                     | -                     | -                     | -                     | -                     |
| 2006                  | لم تتأهل              | -                     | -                     | -                     | -                     | -                     | -                     |
| 2010                  | لم تشارك              | -                     | -                     | -                     | -                     | -                     | -                     |
| 2014                  | لم تشارك              | -                     | -                     | -                     | -                     | -                     | -                     |
| المجموع               | 0/20                  | 0                     | 0                     | 0                     | 0                     | 0                     | 0                     |

### كأس آسيا
| كأس الأمم الآسيوية | كأس الأمم الآسيوية | كأس الأمم الآسيوية | كأس الأمم الآسيوية | كأس الأمم الآسيوية | كأس الأمم الآسيوية | كأس الأمم الآسيوية | كأس الأمم الآسيوية |
| السنة              | الجولة             | نقاط               | فوز                | تعادل              | خسارة              | له                 | عليه               |
| ------------------ | ------------------ | ------------------ | ------------------ | ------------------ | ------------------ | ------------------ | ------------------ |
| 1956 إلى 1968      | لم تشارك           | -                  | -                  | -                  | -                  | -                  | -                  |
| 1972 إلى 1980      | انسحاب             | -                  | -                  | -                  | -                  | -                  | -                  |
| 1984 إلى 1996      | لم تشارك           | -                  | -                  | -                  | -                  | -                  |                    |
| 2000               | لم تتأهل           | -                  | -                  | -                  | -                  | -                  | -                  |
| 2004               | لم تتأهل           | -                  | -                  | -                  | -                  | -                  | -                  |
| 2007               | لم تتأهل           | -                  | -                  | -                  | -                  | -                  | -                  |
| 2011               | لم تتأهل           | -                  | -                  | -                  | -                  | -                  | -                  |
| 2015               | لم تتأهل           | -                  | -                  | -                  | -                  | -                  | -                  |
| المجموع            | —                  | 0                  | 0                  | 0                  | 0                  | 0                  | 0                  |